# Ambrogio Ravasi
Ambrogio Ravasi (ur. 7 lutego 1929 w Bellusco, zm. 30 października 2020 w Nairobi) – włoski duchowny rzymskokatolicki posługujący w Kenii, w latach 1981–2006 biskup Marsabit.

## Życiorys
Święcenia kapłańskie przyjął 9 lutego 1957. 19 czerwca 1981 został prekonizowany biskupem Marsabit. Sakrę biskupią otrzymał 18 października 1981. 25 listopada 2006 przeszedł na emeryturę.